# Philip Herbert Cowell
| Planetes menors descoberts: 1 | Planetes menors descoberts: 1 |
| ----------------------------- | ----------------------------- |
| 4358 Lynn                     | 5 d'octubre de 1909           |

Philip Herbert Cowell FRS (7 d'agost de 1870, Calcuta – 6 de juny de 1949) va ser un astrònom britànic.
Philip Herbert Cowell va néixer a Calcuta, (Índia) i educat a  Eton i Trinity College, Cambridge. Es va convertir en assistent del director a l'Observatori Reial de Greenwich el 1896 i més tard es va convertir en el superintendent de la HM Nautical Almanac Office durant 1910-1930. Va treballar en la mecànica celeste, i les òrbites dels cometes i dels planetes menors en particular. També va estudiar acuradament la discrepància que existia llavors entre la teoria i l'observació de la posició de la Lluna.
Va ser triat membre de la Royal Society al maig de 1906. Va guanyar la Medalla d'Or de la Royal Astronomical Society el 1911.
Va ser el descobridor de l'asteroide 4358 Lynn.
Va morir a Aldeburgh, Suffolk. L'asteroide 1898 Cowell porta el seu nom.